# 陶勋花
陶勋花（1971年8月—），四川简阳人，汉族，中国共产党党员。中华人民共和国政治人物，現任岷江村党总支书记。第十三届全国人民代表大会四川地区代表。
2010年，當選岷江村（位於成都市溫江區壽安鎮）黨總支書記。2018年，被选为全国人大代表。